# Superprestige veldrijden 1982-1983
Dit is een overzicht van de resultaten in de Superprestige veldrijden van het seizoen 1982-1983. Er werden 4 wedstrijden opgenomen in de eerste editie van dit regelmatigheidscriterium.

## Puntenverdeling
Punten worden toegekend aan alle crossers die in aanmerking komen voor Superprestige-punten. De top vijfentwintig ontving punten aan de hand van de volgende tabel:
| Positie | 1  | 2  | 3  | 4  | 5  | 6  | 7  | 8  | 9  | 10 | 11 | 12 | 13 | 14 | 15 | 16 | 17 | 18 | 19 | 20 | 21 | 22 | 23 | 24 | 25 |
| Punten  | 25 | 24 | 23 | 22 | 21 | 20 | 19 | 18 | 17 | 16 | 15 | 14 | 13 | 12 | 11 | 10 | 9  | 8  | 7  | 6  | 5  | 4  | 3  | 2  | 1  |

## Kalender en podia
| Datum            | Locatie      | Eerste             | Tweede             | Derde              |         |
| ---------------- | ------------ | ------------------ | ------------------ | ------------------ | ------- |
| 26 december 1982 | Diegem       | Roland Liboton     | Hennie Stamsnijder | Klaus-Peter Thaler | details |
| 8 januari 1983   | Zillebeke    | Hennie Stamsnijder | Johan Ghyllebert   | Ivan Messelis      | details |
| 16 januari 1983  | Asper-Gavere | Hennie Stamsnijder | Albert Zweifel     | Johan Ghyllebert   | details |
| 23 januari 1983  | Overijse     | Roland Liboton     | Johan Ghyllebert   | Hennie Stamsnijder | details |

## Eindklassement
| Positie | Naam                | Punten |
| ------- | ------------------- | ------ |
| 1       | Hennie Stamsnijder  | 94     |
| 2       | Johan Ghyllebert    | 88     |
| 3       | Paul De Brauwer     | 84     |
| 4       | Robert Vermeire     | 83     |
| 5       | Reinier Groenendaal | 76     |
| 6       | Roland Liboton      | 72     |
| 7       | Ivan Messelis       | 64     |
| 8       | Noël Danneels       | 60     |
| 9       | Ludo De Rey         | 58     |
| 10      | Eric De Bruyne      | 57     |